# Halina Molka
Halina Molka (ur. 4 kwietnia 1953 w Kalinkach) – polska polityk, dziennikarka, ekonomistka, politolog, przedsiębiorca, posłanka na Sejm V kadencji.

## Życiorys

### Wykształcenie i praca zawodowa
Ukończyła studia z zakresu politologii oraz stosunków międzynarodowych w Wyższej Szkole Humanistyczno-Ekonomicznej w Łodzi. Podjęła następnie studia doktoranckie w Kolegium Zarządzania i Finansów Szkoły Głównej Handlowej w Warszawie. W 2016, na podstawie rozprawy pt. Uwarunkowania i perspektywy rozwoju rynku usług funeralnych w Polsce, uzyskała na tej uczelni stopień doktora nauk ekonomicznych.
Od 1984 do 1990 pracowała jako starszy inspektor w TVP Łódź. Od 1993 była dziennikarką „Wiadomości Dnia”, a następnie „Super Expressu”. W 1999 została właścicielką lokalnej stacji telewizyjnej. Prowadziła również firmę produkującą reklamy telewizyjne. W 2009 została dyrektorem biura administracyjnego Polskiego Radia.

### Działalność polityczna
Należała do Polskiej Zjednoczonej Partii Robotniczej. W kwietniu 2002 przystąpiła do Samoobrony RP. W tym samym roku bez powodzenia ubiegała się z jej poparciem o urząd prezydenta Piotrkowa Trybunalskiego. Zdobyła 7,84% głosów, co dało jej piąte miejsce spośród ośmiu kandydatów. W latach 2002–2005 była radną oraz wiceprzewodniczącą rady miasta w Piotrkowie Trybunalskim.
W wyborach parlamentarnych w 2005 z listy Samoobrony RP uzyskała mandat poselski w okręgu piotrkowskim liczbą 3706 głosów. Pełniła funkcję wiceprzewodniczącej Komisji Etyki Poselskiej oraz Komisji Kultury i Środków Przekazu, a następnie pracowała w Komisji Ustawodawczej i Komisji Infrastruktury, a także Komisji do Spraw Unii Europejskiej. Była jedną z założycielek, a następnie wiceprzewodniczącą Parlamentarnej Grupy Kobiet. We wrześniu 2006 wystąpiła z Samoobrony RP i przeszła do nowo powstałego klubu parlamentarnego Ruch Ludowo-Narodowy (istniejącego do grudnia 2006), a następnie zasiadała w kole RLN (razem z Janem Bestrym, Bernardem Ptakiem i Andrzejem Rucińskim), w kwietniu 2007 przemianowanym na Koło Posłów Bezpartyjnych (bez udziału Andrzeja Rucińskiego). W sierpniu 2007 przeszła do klubu parlamentarnego Prawa i Sprawiedliwości (w wyniku czego KPB przestało istnieć).
W przedterminowych wyborach parlamentarnych w 2007 bez powodzenia ubiegała się o reelekcję z listy PiS (otrzymała 8156 głosów). Później przystąpiła do Partii Regionów, gdzie objęła funkcję sekretarza generalnego i prezesa zarządu województwa łódzkiego. W wyborach samorządowych w tym samym roku bezskutecznie kandydowała do rady miasta Piotrkowa Trybunalskiego z listy Sojuszu Lewicy Demokratycznej (w ramach porozumienia wyborczego SLD i Partii Regionów).
W 2015 powołana na sekretarza zarządu Związku Polskich Parlamentarzystów. W wyborach samorządowych w 2018 bez powodzenia kandydowała na radną Bemowa z listy PiS. W 2022 została radną tej dzielnicy, obejmując w trakcie kadencji wakujący mandat. W tym samym roku zasiadała krótko w zarządzie partii Wolni i Solidarni. Weszła również w skład zarządu Związku Zawodowego Rolnictwa i Obszarów Wiejskich „Regiony”. Wstąpiła do Prawa i Sprawiedliwości, z listy tej partii wystartowała do Sejmu w wyborach w 2023. W 2024 ubiegała się natomiast o mandat radnej Białołęki.